# محمية فورت أباتشي الهندية
محمية الأباتشي المُحصنة الهندية (بالإنجليزية: The Fort Apache Indian Reservation)‏، هي محمية تقع في ولاية أريزونا في الولايات المتحدة الأمريكية، وتشمل أجزاء من مقاطعات نافايو، جيلا، وأباتشي. وتعود ملكيتها كونها معروفة فدراليا بأنها قبيلة الجبل الأبيض في محمية الأباتشي غرب قبيلة الأباتشي. ومساحتها 2,627 ميل أو ما يقارب (6800) كيلو متر مربع، وتعداد سكانها 12,429 نسمة حسب الإحصاء السكاني الأمريكي بعام 2000. وكأكبر تجمع على النهر الابيض.